# Agioreserve
De agioreserve is een boekhoudkundige term. Het beschrijft de financiële reserve van een naamloze vennootschap (NV) of besloten vennootschap (BV) die ontstaat door emissie van aandelen boven de nominale waarde.
Vanuit bedrijfseconomisch oogpunt bestaat er geen verschil tussen de agioreserve en andere reserves. In Nederland viel vóór de belastingherziening in 2001 een uitkering van aandelen uit de agioreserve niet onder de inkomstenbelasting. Deze regel gold echter niet voor de agioreserve die ontstond bij een overname van een andere NV door omruil van aandelen, het zogenaamde fusie-agio. In de huidige belastingwetgeving heeft de agioreserve echter geen speciale betekenis meer.